# Jedi Mind Tricks
Jedi Mind Tricks (JMT) — американская андерграунд-хип-хоп группа. Была основана двумя школьными приятелями Vinnie Paz’ом (Винчензо Лювинери) и Stoupe the Enemy of Mankind’ом (Кевин Бэлдвин). В 1999 году в коллектив пришёл рэпер из Нью-Джерси Jus Allah (Джеймс Бостик). Он принял участие в записи второго студийного альбома — Violent by Design , после чего покинул группу по неизвестной причине. Позже, на треке «The Rebuilding»(2006) состоялось негласное возвращение рэпера в JMT. «Официально» возвращение состоялось на шестом альбоме группы — A History of Violence (2008). В сентябре 2011 Vinnie Paz объявил о том, что группу покинул главный продюсер — Stoupe.
DJ Kwestion — главный диск-жокей коллектива. Также, у него есть собственная группа- «Skratch Makanik». Kwestion пришёл на замену первому DJ группы — Drew Dollar’ру, который разорвал связи с JMT.
JMT также сотрудничает с многими андеграундными рэперами и рэп-группами: GZA, Kool G Rap, 7L & Esoteric, Sean Price, Ras Kass, Canibus, Percee P, Killah Priest, Louis Logic, R.A. the Rugged Man, Tragedy Khadafi и Ill Bill. За все время творчества группы, было продано около 250 000 копий дисков на территории США и 400 000 копий во всем мире. Все шесть альбомов были выпущены независимо, то есть, без подписания контрактов с известными лейблами.

## История

### «Amber Probe EP» и «Psycho-Social LP»
Дебют JMT в хип-хопе состоялся с выходом в 1996 году Amber Probe EP. Альбом состоял из 4 треков, которые позже вошли в The Psycho-Social.
The Psycho-Social, Chemical, Biological, And Electro-Magnetic Manipulation Of Human Consciousness также известный как The Psycho-Social был выпущен в 1997 году на Babygrande Records. The Psycho-Social стал первым полным LP группы, включая в себя 12 основных и 6 бонус-треков. Также, его считают самым влиятельным CD группы.

### «Five Perfect Exertions EP» и «Violent By Design»
Прежде чем выпускать первый LP, Vinnie Paz высказал идею создания группы, объединения адеграундных рэперов Восточного побережья под названием «Army of the Pharaohs». В 1998 мир уже увидел результат объединения на диске под названием «The Five Perfect Exertions EP». В работе присутствовали такие музыканты как: Virtuoso, 7L & Esoteric, Chief Kamachi и Bahamadia. Позже был произведен ремастеринг этого ЕР, результат которого вошёл в первый полноценный альбом группы — «Violent by Design» (2000).
Рабочее название этого альбома было «Nyugha Reincarnation of the Hologramic Christ». Стиль Vinnie Paz’a был агрессивным, появлялись «параноидальные» идеи, быстрое флоу и прочие корни хардкор рэпа, которые были зачаты группой уже из «The Psycho-Social CD». Лирика стала более резкой и жёсткой. На альбоме также присутствовал Jus Allah, один из основателей группы, который во время начала записи уехал в колледж, но после вернулся и дописал свою часть работы.
Список приглашенных гостей на альбом был огромен: Mr. Lif, Planetary of OuterSpace, Louis Logic, Diamondback, Philip King Rappah,Coffee Gangsta Child L-Fudge, B.A. Barakus, J-Treds, Killa Sha, C-Baz и Tragedy Khadafi, и ещё пару записанных с телефонного разговора интерлюдий от Mr. Len.
Во время записи альбома «Violent by Design» Paz сменил свой псевдоним на Vinnie Paz, восхищенным подвигами боксера с подобным именем. Музыкант решил настоять на новом имени, чтобы предотвратить возможные в будущем некие казусы. Также в это время он принял Ислам, о чём неоднократно заявлял в своих куплетах на записях.

### «Visions of Gandhi»
В конце 2001, JMT получила предложение от руководителя лейбла Babygrande Records, Чака Уилсона, о подписании контракта. Результатом неуверенности Jus’a Alluh’a в происшедшем, стал уход рэпера из группы, хотя он и оставил с ней хорошие отношения. Stoupe и Vinnie Paz закрывают свой «домашний» лейбл — Superegular и переходят на Babygrande. До записи «White Nightmare EP» на лейбле Virtuoso — Omnipotent Records, Jus был отстранен от Филадельфийской андерграунд сцены, две стороны не хотели разговаривать с друг другом более трех лет. Факт поддержки Jus’a и некоторые другие причины заставили Virtuoso быть порознь с JMT и AoTP.
В середине 2003, выходит третий альбом группы — «Visions of Gandhi». В своем интервью, Vinnie признался что был вдохновлен куплетом Foxy Brown’а на песне Nas’а «Affirmative Action». Главной идеей было то, что после 9/11 мир нуждался в культе личности пропагандирующей гуманные социальные реформы, такой личностью, каким был Махатма Ганди.

### «Legacy of Blood» и «Servants in Heaven, Kings in Hell»
Немногим более, чем год спустя JMT продолжали свою творческую деятельность, выпустив альбом «Legacy of Blood». Список приглашенных на альбоме был минимальным. Усвоив урок из «VoG», Stoupe и Paz попытались сосредоточиться на балансировке между двумя предыдущими альбомами. Vinnie Paz добавляет в свою лирику больше личных переживаний, эмоций и тп, наиболее это заметно в песне «Before the Great Collapse».
В феврале 2005, Babygrade Rec официально объявили что Jus Allah вернулся на лейбл, впервые после размолвки с JMT. В мае того же года, Babygrade выпускает дебютный сольный альбом Jus’a «All Fates Have Changed LP». Однако, после спора с главой лейбла, Чаком Уилсоном, вскоре после выпуска альбома, Jus покинул Babygrande и отрицал любую связь с JMT.
В марте 2006 воссоединенная группа Army of the Pharaohs выпускает «The Torture Papers LP». Состав был довольно широкий: Vinnie Paz, Chief Kamachi, 7L & Esoteric, Apathy, Celph Titled, Planetary & Crypt the Warchild of Outerspace, King Syze, Faez One, Reef the Lost Cauze и Des Devious. Однако, на сей раз, в составе группы не были представлены Virtuoso и Bahamadia, из-за испортившихся отношений с AoTP.
Пятый по счету альбом группы, под названием «Servants in Heaven, Kings in Hell», был выпущен 19 сентября 2006 года.
Выпуск совпал с началом тура в поддержку альбома, который стартовал с Таймс-сквер в Нью-Йорке. Альбом был воспринят довольно хорошо как критиками так и слушателями, в отличие от предыдущих, которые часто получали смешанные отзывы. Лирическое и музыкальное разнообразие альбома порождало восхищение. Работа включала синглы: «Heavy Metal Kings» в компании с Ill Bill, довольно лирическую песню с припевом от Сары Ворден «Razorblade Salvation», а также повествование «Uncommon Valor: A Vietnam Story» о бессмысленности и жестокости войны во Вьетнаме в паре с R.A. The Rugged Man. На следующий день после релиза альбома Vinnie Paz дал интервью The Breakdown, программе на ItsHipHop.tv, где он рассказывает об альбоме и делиться мыслями насчет Jus Allah.
В начале 2006, появились слухи, что группа возобновила отношения с Jus Allah и что он будет приглашен на «Servants in Heaven, Kings in Hell». Как оказалось, все это было лишь слухами. Однако, уже 20 сентября 2006 года в сети появился совместный микстейп Vinnie Paz’a & Jus Allah’a «The Rebuilding» . Jus также запланировал выход своего второго альбома «The Colossus», на лето 2007. В январе 2007 Paz признался что Jus Allah будет участвовать в записи шестого альбома группы «A History of Violence».

### Воссоединение с Jus Allah
В сентябре 2007 года Jus Allah объявил о своём официальном возвращении в группу. Во время интервью он сказал: "Я вернулся в группу и сейчас я сконцентрирован на пятом альбоме Jedi Mind Tricks — «History of Violence».
Группа выпустила этот альбом 11 ноября 2008 года. «Джедаи» были не совсем довольны альбомом, так как было определенное давление со стороны главы лейбла Чака Уилсона, из чего позже получился конфликт:
Я был огорчён тем, что он [Чак Уилсон] не держал своё слово на протяжении четырёх лет, и сейчас такая же ситуация. Мы часто говорили ему что-то типа: "Заплатите нам вовремя или мы уйдем из лейба и сделаем свой". На это он отвечал, что музыкальный бизнес довольно непостоянен экономически, поэтому он не может вовремя платить по счетам. Тогда мы предлагали ему расторгнуть контракт из-за нашей неокупаемости, но он был твёрд, давая понять, что не отпустит нас в любом случае и не позволит начать собственное дело.

### Enemy Soil
Однако позже группа всё-таки создает свой лейбл — Enemy Soil. Кроме JMT, на лейбле присутствуют Reef The Lost Cauze, Dutch (Сольный проект Stoup’а), Vinnie Paz (соло), и Army of the Pharaohs.
Было запланировано довольно много релизов на 2010 год. Vinnie Paz выпустил свой сольный альбом «Season of the Assassin» 22 июня 2010. Jus Allah также в ближайшем времени выпускает сольник под названием MMA (Meanest Man Alive). 30 марта 2010 Army of the Pharaohs выпустили свой третий альбом «The Unholy Terror». 8 июня того же года Reef The Lost Cauze совместно с Guns & Butter выпустил альбом «Fight Music». В этот же день Stoupe выпускает на свет свою работу «A Bright Cold Day».
На 25 октября 2011 года Jedi Mind Tricks запланировали выпустить свой седьмой полноценный альбом «Violence Begets Violence».

### «Violence Begets Violence»
В начале сентября 2011 Винни выложил на веб-сайт официальное обращение к фанатам, в котором говорилось о дате выхода альбома, а также о том, что сотрудничество JMT с их продюсером Stoupe’oм завершилось. По его словам, последний потерял интерес к созданию хип-хоп музыки и перенаправил все свои силы на совместный проект Dutch с Лизой Фулертон.
Были широко высказаны мнения о том, что без Stoupe’a «звук» группы довольно изменится, причем не в лучшую сторону. Однако члены коллектива смогли задействовать в работе над альбом группу разных андерграундных продюсеров, а также диджея Kwestion. В итоге альбом дебютирует на 92 месте в Billboard 200, пластинка разошлась 4400 копиями в первую неделю продаж. На 1 января 2012 года продажи альбома в США составили 9691 копий.
Реакция в музыкальной среде на альбом получилась неоднозначной: часто рецензии имели диаметрально противоположное изложение. Например, reprewies присвоили альбому 8 баллов из 10, HipHopDX отдал 3 звезды из 5. В целом, седьмая полноценная работа JMT получила от критиков оценки выше среднего.

## Музыкальный стиль
Очень своеобразное звучание группы объясняется новаторством бит-мейкера — Stoupe the Enemy of Mankind. В то время как большинство рэп-продюсеров удовлетворяется использованием одного, максимум двух лупов, Stoupe рассматривает разные варианты, и использует для создания одного бита огромное количество семплов, живых инструментов и других звуковых эффектов, что в итоге образует неповторимый стиль. Иногда Stoupe использует около 50 семплов на одном треке, что априори делает его одним из наиболее неповторимых хип-хоп продюсеров.
Однако, в сентябре 2011 года, буквально перед релизом седьмого альбома, было объявлено, что Stoupe покинул группу. Винни позже заявил: «Джедаи не изменят своему хардкор стилю» и группа собрала на альбоме группу продюсеров, которой предстояло восполнить уход Stoupe’a.
Также «Джедаи» известны своими довольно радикальными взглядами. Vinnie Paz и Jus Allah — МС группы, используя довольно жесткое флоу, а также свою не совсем ординарную лирику, делают группу ярко выделяющейся в современном хип-хоп движении. Jedi Mind Tricks также уникальны тем, что во своих работах совмещают хардкор/гангста-рэп с мифилогическими и/или фантастическими образами.

## Дискография

### Альбомы
- «The Psycho-Social, Chemical, Biological & Electro-Magnetic Manipulation Of Human Consciousness» (1997)
- «Violent By Design» (2000)
- «Visions Of Gandhi» (2003)
- «Legacy Of Blood» (2004)
- «Servants In Heaven, Kings In Hell» (2006)
- «A History Of Violence» (2008)
- «Violence Begets Violence» (2011)
- «The Thief And The Fallen» (2015)
- «The Bridge & The Abyss» (2018)
- «The Funeral And The Raven» (2021)

### EP и Синглы
- «Amber Probe EP» (1996)
- «Heavenly Divine» (1999)
- «Raw is War (Vinnie Paz)» (2000)
- «Genghis Khan» (2000)
- «Retaliation» (2001)
- «Animal Rap» (Arturo Gatti Mix) (2003)
- «Kublai Khan» (2003)
- «Rise of the Machines» (2004)
- «Before the Great Collapse» (2004)
- «The Age of Sacred Terror» (2005)
- «Heavy Metal Kings» (featuring Ill Bill) (2006)